# ネゲヴ砂漠の香の道と都市群
ネゲヴ砂漠の香の道と都市群（ネゲヴさばくのこうのみちととしぐん）あるいは香の道-ネゲヴ砂漠都市群（こうのみち ネゲヴさばくとしぐん）は、イスラエル南部のネゲヴ砂漠にあるユネスコ世界遺産登録物件の一つである。紀元前2世紀頃から紀元3世紀頃に、この地に住んでいたナバテア人たちは乳香や没薬といった香の交易で栄えていた。交易路はペトラ、ガザ、エイラートなどとネゲヴの都市群を結ぶもので、アラビア半島南部（現在のイエメンとオマーン一帯）から地中海沿岸まで伸びる。この世界遺産は、そうした交易を偲ばせる遺跡や道が織りなす文化的景観を登録したものである。
主な登録対象には、ハルザ、マムシト、アヴダト、シヴタの4つの都市遺跡と、6箇所の城塞・隊商宿のほか、キャラバンが通った交易路の一部も含まれている。さらに交易路に打ち立てられた22箇所のマイルストーン群も対象になっている。
この地域はキャラバンに提供する食料生産のために農業設備が整えられていたが、とりわけ砂漠地帯という地理的特質から灌漑設備に見るべきものがあり、それらの遺跡も世界遺産に含められている。

## 登録基準
この世界遺産は世界遺産登録基準のうち、以下の条件を満たし、登録された（以下の基準は世界遺産センター公表の登録基準からの翻訳、引用である）。
- (3) 現存するまたは消滅した文化的伝統または文明の、唯一のまたは少なくとも稀な証拠。
- (5) ある文化（または複数の文化）を代表する伝統的集落、あるいは陸上ないし海上利用の際立った例。もしくは特に不可逆的な変化の中で存続が危ぶまれている人と環境の関わりあいの際立った例。